# Nannophlebia injibandi
Nannophlebia injibandi là loài chuồn chuồn trong họ Libellulidae. Loài này được Watson mô tả khoa học đầu tiên năm 1969.